# Вечеслово
Вечеслово — деревня в Усть-Кубинском районе Вологодской области.
Входит в состав Никольского сельского поселения, с точки зрения административно-территориального деления — в Никольский сельсовет.
Расстояние по автодороге до районного центра Устья — 25,5 км, до центра муниципального образования Никольского — 7,5 км. Ближайшие населённые пункты — Богослово, Самоново, Максимовская.
По переписи 2002 года население — 17 человек.